# Coutchman
|  | Dieser Artikel wurde aufgrund von inhaltlichen Mängeln auf der Qualitätssicherungsseite des Projektes USA eingetragen. Hilf mit, die Qualität dieses Artikels auf ein akzeptables Niveau zu bringen, und beteilige dich an der Diskussion! Eine nähere Beschreibung der zu behebenden Mängel fehlt. |

Coutchman, Texas (auch: Couchman) war eine kleine Stadt im Norden von Freestone County im US-amerikanischen Bundesstaat Texas. Sie lag ca. 5 km westlich der Stadt Streetman (Texas) an der Landstraße (Farm Road) 489.
Die Stadt wurde um 1850 gegründet und nach einem lokalen Landbesitzer namens William Coutchman benannt. Zu seiner Blütezeit hatte der Ort etwa 300 Einwohner. Von 1894 bis 1905 hatte der Ort auch ein Postamt (im Laden von Mr. Stubbs), später war das Amt in Wortham (Texas) zuständig. Auch die Schule kam nach Wortham. Bei der Volkszählung von 1930 wurden noch 100 Einwohner gezählt, ab etwa 1980 wurde der Ort nicht mehr aufgeführt.
Wahrscheinlich wäre er in Vergessenheit versunken, wenn er nicht der Geburtsort von Blind Lemon Jefferson, einem bedeutenden Bluessänger und Gitarristen, gewesen wäre.